# Landtagswahl im Burgenland 1923
- SDAPDÖ: 12
- CS: 13
- LB: 7

Die Landtagswahl im Burgenland wurde am 21. Oktober 1923 durchgeführt und war die zweite Landtagswahl im Bundesland Burgenland. Die Sozialdemokratische Arbeiterpartei Deutschösterreichs (SDAPDÖ) konnte dabei mit 38,6 % ihren Stimmanteil leicht ausbauen, verlor jedoch ein Mandat und stellte in der Folge nur noch 12 der 32 Abgeordneten. Die Christlichsoziale Partei (CSP) konnte mehr als sechs Prozentpunkte zulegen und erzielte mit 37,5 % einen Zugewinn von drei Mandaten, womit sie insgesamt 13 Mandate erreichte. Auch der Burgenländische Bauernbund, 1922 noch als „Deutschösterreichische Bauernpartei“ angetreten und mit dem Landbund für Österreich ident, gewann rund zwei Prozentpunkte und ein Mandat, womit die Partei in der Folge sieben Landtagsabgeordnete stellte. Die Großdeutsche Volkspartei (GDVP), die als „Verband der Großdeutschen und des Landbundes“ angetreten war, verlor hingegen alle ihre Mandate und scheiterte mit 2,6 % am Einzug in den Landtag, den auch die erstmals angetretene Hrvatska stranka (Kroaten-Partei) verfehlte. Sie erreichte rund 2,1 % der Stimmen.
Der Landtag der II. Gesetzgebungsperiode konstituierte sich in der Folge am 13. November 1923.

## Ergebnisse

### Gesamtergebnis
|                                                                | Ergebnisse 1923  | Ergebnisse 1923  | Ergebnisse 1923  | Ergebnisse 1922  | Ergebnisse 1922  | Ergebnisse 1922  | Differenzen | Differenzen | Differenzen |
| -------------------------------------------------------------- | ---------------- | ---------------- | ---------------- | ---------------- | ---------------- | ---------------- | ----------- | ----------- | ----------- |
| Wahlberechtigte                                                | 158.628          | 158.628          | 158.628          | 153.663          | 153.663          | 153.663          | + 4.965     | + 4.965     | + 4.965     |
| Wahlbeteiligung                                                | 76,60 %          | 76,60 %          | 76,60 %          | 83,97 %          | 83,97 %          | 83,97 %          | - 7,37 %    | - 7,37 %    | - 7,37 %    |
|                                                                | Stimmen          | %                | Mand.            | Stimmen          | %                | Mand.            | Stimmen     | %           | Mand.       |
| Abgegebene Stimmen                                             | 121.507          |                  |                  | 129.032          |                  |                  | - 7.525     |             |             |
| Ungültig                                                       | 930              | 0,77 %           |                  | 204              | 0,16 %           |                  | + 726       | + 0,61 %    |             |
| Gültig                                                         | 120.577          | 99,23 %          |                  | 128.828          | 99,84 %          |                  | - 8.251     | - 0,61 %    |             |
| Partei                                                         |                  |                  |                  |                  |                  |                  |             |             |             |
| Sozialdemokratische Arbeiterpartei Deutschösterreichs (SDAPDÖ) | 46.524           | 38,58 %          | 12               | 49.059           | 38,08 %          | 13               | - 2.535     | + 0,50 %    | - 1         |
| Christlichsoziale Partei (CSP)                                 | 45.275           | 37,55 %          | 13               | 40.156           | 31,17 %          | 10               | + 5.119     | + 6,38 %    | + 3         |
| Burgenländischer Bauernbund                                    | 23.201           | 19,24 %          | 7                | 21.990           | 17,07 %          | 6                | + 1.211     | + 2,17 %    | + 1         |
| Verband der Großdeutschen und des Landbundes (GDVP)            | 3.123            | 2,59 %           | 0                | 16.510           | 12,82 %          | 4                | - 13.387    | - 10,23 %   | - 4         |
| Hrvatska stranka                                               | 2.454            | 2,04 %           | 0                | nicht kandidiert | nicht kandidiert | nicht kandidiert | - 2.454     | 2,04 %      | ± 0         |
| Burgenländische Bürger- und Bauernpartei                       | nicht kandidiert | nicht kandidiert | nicht kandidiert | 1.113            | 0,86 %           | 0                | - 1.113     | - 0,86 %    | ± 0         |
| Gesamt                                                         | 120.577          | 100,00 %         | 32               | 128.828          | 100,00 %         | 33               | - 8.251     |             | - 1         |